# Cymbopetalum baillonii
Cymbopetalum baillonii es una especie de planta que pertenece a la familia Annonaceae, algunos de sus nombres comunes son: flor de oreja, orejuela, guinéillo prieto (Sierra Norte de Puebla, Veracruz, Tabasco, Chiapas, Guerrero y Oaxaca) y huevos de mono.

## Descripción
Es un árbol monopódico, puede alcanzar una altura de 25 metros con un diámetro de 50 cm. Tiene una copa piramidal, con ramas horizontales y monopódicas. La corteza externa es ligeramente fisurada y corchosa, de color pardo moreno, la interna es de color crema y cambia ligeramente a morado cuando se expone al aire, el grosor total de la corteza es de 9 a 10 mm. La densidad de su madera es de 0.48 gr/cm^3. Presenta yemas de 0.5 a 1 cm de largo, agudos, tomentosos, desnudos, estípulas ausentes. Las hojas son alternas simples; lámina de la hoja mide 9.5 x 3 a 26.5 x 7 cm, oblanceolada a oblonga, con márgenes enteros, ápice acuminado o agudo, base redondeada o truncada; de color verde brillante y glabras en el haz, y pubescentes en las nervaduras del envés, muchos puntos transparentes, tiene un olor a acre picante cuando se estrujan; el peciolo mide de 3 a 5 mm de largo.
La flor es solitaria, péndula, axilar o extra-axilar, en ocasiones opuesta a las hojas; las flores son fragantes, actinomorfas de hasta 4 cm de diámetro, el cáliz es verde de 3 a veces 2 sépalos triangulares pubescentes; la corola es de color verde amarillenta de 6 a veces 4 pétalos biseriados, los externos miden cerca de 1.5 cm de largo, ovados, pubescentes, y los internos miden 1.7 a 2 cm de largo, conspicuamente hinchados y carnosos, con forma de oreja.
Los fruto son folículos agrupados que semejan un manojo de plátanos, cortamente estipitados de 5 a 8 cm de largo y 3 cm de ancho, verde oscuro a ligeramente rojizo con abundante pubescencia corta y parda de olor acre; contiene 8 a 10 semillas, elipsoides, ariladas, moreno brillante, miden hasta 2 cm de largo por 1 cm de ancho.

## Distribución y hábitat
Selvas altas perennifolias. 0-700 m s. n. m. México al sur de San Luis Potosí y el centro de Veracruz, norte de Oaxaca hasta Chiapas, hasta Centroamérica.

## Estado de conservación
Se encuentra catalogada como vulnerable dentro de la International Union for Conservation of Nature (IUCN).